# اکسپوژر
مقدار بار الکتریکی (Q) تولید شده توسط پرتوهای یون ساز الکترومغناطیسی در یکای جرم (m) از هوا، پرتودهی ( اکسپوژر)  می‌گویند. این کمیت با X نشان می‌دهند. رابطه زیر نحوه محاسبه پرتودهی را نشان می‌دهد.
Q/m=X
پرتودهی برحسب یکاهای بار بر جرم(ckg-۱) بیان می‌شود که کولن بر گرم است. قبل از تشکیل شدن سیستم SI، یکای پرتودهی رونگتن (R) بوده است. [1R=۲٫۵۸×10e-4 [ckg-۱، باریکه‌های یون ساز اغلب به صورت آهنگ پرتودهی (R/h , R/min) بیان می‌شود. شدت خروجی از یک دستگاه اشعه ایکس، می‌تواند به صورت پرتودهی (R)  بر یکای جریان ضرب در زمان پرتودهی (میلی‌آمپر ثانیه یا mAs)  در شرایط عملیاتی خاص اندازه‌گیری و بیان می‌شود. پرتودهی کمیت بسیار مفیدی است زیرا یونیزاسیون را می‌توان به‌طور مستقیم با آشکارسازهای تابشی پر از هوا اندازه‌گیری کرد و عدد اتمی مؤثر هوا و بافت نرم در محدوده انرژی فوتونی مورد استفاده در رادیولوژی تقریباً با دوز متناسب است. با این حال، کمیت اکسپوژر فقط برای برهم کنش فوتون‌های یونساز به کار می‌رود.
مراجع
<The physics of Therapy, 5th edition, 2014, Khan's>
<Christensen's Physics of Diagnostic Radiology,1990,Tomas S.Curry, James E.Dowdey, Robert C.Murry, JF>
<مبانی فیزیکی تصویربرداری پزشکی بوشبرگ،مترجمان عفت سلیمانی، مصیب مبشری، سمیه سادات مهرنیا>